# Rift

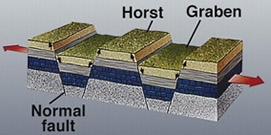
imatge USGS

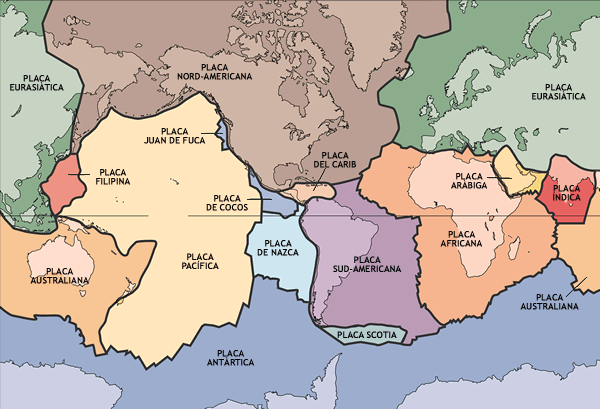
Plaques en l'escorça terrestre, segons la teoria tectònica de plaques

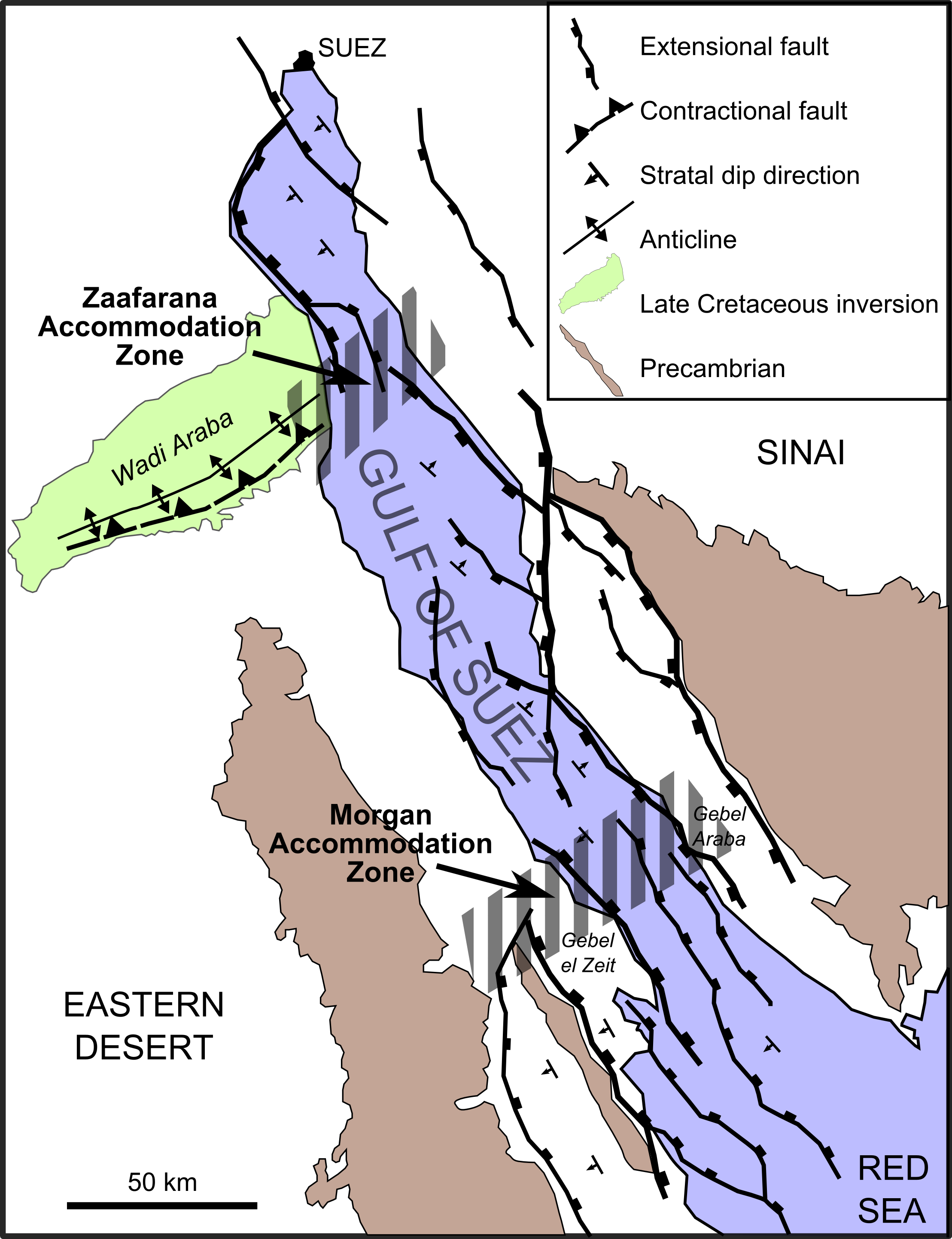
Rift del Golf de Suez mostrant falles extensionals

Els rifts, en geologia, són àrees on la presència d'esquerdes indica que l'escorça terrestre està patint divergència i distensions. i l'escorça terrestre i la litosfera se separen. És com una fossa tectònica. Aquestes zones són producte de la separació de les plaques tectòniques i la seva presència produeix sismes i activitat volcànica recurrent.
Els rifts es localitzen principalment al centre de les dorsals oceàniques. N'és una excepció la Gran Vall del Rift, que es troba a l'Àfrica oriental.
En superfície, un rift forma una zona d'enfonsament allargada, on les dimensions poden atènyer diverses desenes de quilòmetres d'ample per centenars de quilòmetres de llargada. Aquesta depressió allargada queda limitada per dues falles geològiques normals i dona lloc a una sedimentació sovint lacustre i un vulcanisme sostingut.
La sedimentació pot arribar a milers de metres de gruix en funció de la intensitat de la subsidència geològica, ja sia tardana o precoç respecte l'obertura de fisures on s'injecta magma alcalí. Els rifts sovint estan associats a la formació de grans volcans (per exemple el Kilimanjaro).
Els rifts presenten l'estadi inicial de la ruptura de la litosfera. El rift passa a ser una dorsal oceànica i constitueix el límit entre dues plaques tectòniques de nova formació. La dorsal és el lloc on per refredament del magma, es forma l'escorça oceànica.